# Kristin Otto
Kristin Otto (Leipzig, República Democrática Alemana, 7 de febrero de 1966) es una nadadora alemana considerada como una de las mejores de todos los tiempos. Es especialmente reconocida por haber ganado seis medallas de oro en los Juegos Olímpicos de Seúl 1988.En piscina larga, mantuvo los récords mundiales en los eventos de 100 metros y 200 metros estilo libre. Otto también fue la primera mujer en nadar los 100 metros espalda en piscina corta en menos de un minuto, logrando esto en una competencia internacional de piscina corta en la Universidad de Indiana en 1983.

## Inicios
Kristin empezó a nadar a los 12 años en una famosa academia deportiva de las proximidades de Halle, y pronto demostraría unas cualidades excepcionales para este deporte, ayudada por un físico portentoso (mide 1,85 m.) 
Su irrupción en la élite mundial tuvo lugar en los Campeonatos del Mundo de Guayaquil en 1982, donde con solo 16 años se hizo con tres medallas de oro, una de ellas en los 100 metros espalda y las otras dos en los relevos 4 × 100 libres y 4 × 100 estilos. 
Hasta ese momento estaba principalmente dedicada a nadar en espalda. Sin embargo. tras los mundiales de Guayaquil cambiará de entrenador, que será ahora Stefan Hetzen, y este la reconvierte a las pruebas de velocidad, donde conseguiría luego sus mayores éxitos.
En los Campeonatos de Europa de Roma 1983 fue segunda en los 100 metros libres, solo superada por su compatriota Birgit Meinecke, y ganaría dos medallas de oro en las pruebas de relevos 4 × 100 m en libres y en estilos.
Kristin sería una de las deportistas más perjudicadas por el boicot de los países del Este a los Juegos Olímpicos de Los Ángeles 1984, ya que era una de las grandes favoritas para ganar varias medallas de oro, cosa que demostró ese mismo verano batiendo el récord del mundo de los 200 metros libres en Magdeburgo con 1.57.75, superando el antiguo récord de la americana Cynthia Woodhead de 1979.
Si 1984 tuvo un sabor agridulce, peor iba a ser 1985, ya que paso el año prácticamente en blanco aquejada de fuertes dolores en las vértebras cervicales que la obligaron incluso a llevar collarín durante varios meses. Esto la impidió participar en los Campeonatos de Europa de Sofía.
Sin embargo todos estos sinsabores quedaron atrás cuando en los Campeonatos del Mundo de Madrid en 1986 fue la gran estrella de la competición al ganar 4 medallas de oro (100 libres, 200 estilos, 4 × 100 libres y 4 × 100 estilos), además de dos platas (50 libres y 100 mariposa). Obtuvo además el récord mundial en 100 m libres con 54.73, superando el de su compatriota Barbara Krause de 1980.
Su racha imparable continuó al año siguiente en los europeos de Estrasburgo 1987, con cinco medallas de oro (100 libres, 100 mariposa, 100 espalda, 4 × 100 libres y 4 × 100 estilos), demostrando ser la mejor nadadora del mundo en ese momento.

## Juegos de Seúl '88
Así las cosas, todo parecía preparado para tomarse cumplida revancha de su ausencia olímpica en Los Ángeles. Habiendo ganado todo lo que se puede ganar en la natación, a Kristin le faltaba la gloria olímpica, sin la cual nunca sería considerada una leyenda del deporte. Los Juegos Olímpicos de Seúl 1988, a los que llegaba con 22 años, debían ser la culminación de una extraordinaria carrera deportiva.
Y ciertamente Kristin no defraudó a nadie, y realizó en la capital coreana la mejor competición de su vida: seis medallas de oro en las seis pruebas que disputó, la primera vez que una deportista (no solo nadadora) conseguía semejante hazaña en unos Juegos, y casi igualando la proeza de Mark Spitz cuando ganó siete oros en 1972. En Seúl Kristin Otto dominó la competición ganando en todos los estilos salvo en la braza (50 libres, 100 libres, 100 mariposa, 100 espalda, 4 × 100 libres y 4 × 100 estilos). Fue sin duda la reina de aquellos Juegos.

## Retirada
Habiéndolo ganado ya todo, y ahora si, convertida en una leyenda viviente de la natación, al lado de las míticas Kornelia Ender o Dawn Fraser, la retirada parecía cercana. Kristin Otto disputó su última competición en los Campeonatos de Europa de Bonn 1989, y acabó su carrera como la había empezado, ganando. Esta vez dos medallas de oro en 100 espalda y 4 × 100 estilos, que suponían un broche perfecto para esta gran deportista. 
Kristin Otto fue la última de las walkyrias en la natación femenina, con ella se acababa el dominio de las nadadoras de Alemania del Este, que había comenzado a mediados de los años 70. La reunificación alemana y los cambios producidos a continuación, darían inicio a una nueva época, en la que países como China, Estados Unidos o Australia tomaban el relevo. Con Kristin Otto, la RDA tuvo el mejor epílogo que podía tener, una despedida por la puerta grande de un proyecto que más allá de las medallas olímpicas, representaba una manera novedosa de entender el deporte, el trabajo y las relaciones humanas.
Tras su retirada Kristin empezó a estudiar educación física, y ejerció de comentarista deportiva en la televisión de su país. Una de sus principales aficiones es coleccionar libros. El escándalo del dopaje en la RDA a principios de los 90 salpicó, como es lógico, la reputación de Kristin, pues varios entrenadores confesaron haber suministrado esteroides a sus deportistas sin que estos tuvieran conocimiento. Esa era la cara menos amable de la historia. A propósito de esto Otto declaró:
"Nadie puede quitarme el éxito que obtuve en Seúl. Yo fui como Mark Spitz, con la suerte de haber recibido un gran don, y las seis medallas fueron el resultado de muchísimos años de duro trabajo."